# Sir John Acton
*Per altres persones anomenades John Acton, vegeu John Acton (desambiguació).
Sir John Francis Edward Acton, 6è Baronet (3 de juny de 1736 – 12 d'agost de 1811) fou comandant de les forces navals del Gran Ducat de Toscana i primer ministre de Nàpols sota Ferran IV de Nàpols i I de les Dues Sicílies.

## Vida
Era el fill d'Edward Acton, un metge de Besançon, i va néixer allà el 1736. Va servir sota el seu oncle en l'armada de Toscana, i va manar les fragates toscanes en la invasió d'Alger sota direcció espanyola. Durant el calamitòs desembarcament en què els espanyols van caure en un parany per una fingida retirada dels algerians, Henry Swinburne va escriure que els espanyols haurien estat "trencats i massacrats com un sol home... de no ser per Acton, el comandant toscà, que va tallar els seus cables, i va deixar la seva embarcació a la vora quan l'enemic atacava a galop ple. El foc incessant de les seves pistoles grans, carregades amb bales de raïm, no només els va aturar en la seva carrera, sinó que els va obligar a retirar-se amb grans pèrdues."
El 1779, la reina Maria Carolina de Nàpols va persuadir el seu germà el Gran Duc Leopold de Toscana per permetre a Acton, qui li havia estat recomanat pel Princep Caramanico, d'emprendre la reorganització de la flota napolitana.
L'habilitat mostrada per ell en això va portar al seu avenç ràpid.
Esdevingué comandant-en-cap de l'exèrcit i l'armada del Regne de Nàpols, ministre de finances, i finalment primer ministre.[5]
El 1791, Acton va succeir en el títol i propietats al seu difunt segon cosí Sir Richard Acton de Aldenham Hall, Shropshire.[5]
La seva política va ser enginyada de concert amb l'ambaixador anglès, Sir William Hamilton, i apuntava a substituir la influència d'Àustria i Gran Bretanya per la d'Espanya a Nàpols.
Tal política consegüentment tenia l'oposició oberta de França i el partit francès dins Itàlia.
La flota, la qual, quan va entrar al servei de Nàpols, pràcticament no existia, va comprendre el 1798 fins a 120 velers amb 1.200 canons, mentre les forces de terra van ser augmentades de 15.000 a 60.000. En cap grau, tanmateix, els interessos de Nàpols foren promoguts per la política inaugurada, i ràpidament van portar al desastre. Acton s'hi havia proposat estendre el comerç del país incrementant les facilitats de comunicació interna i restaurant algun dels ports principals, però els impostos augmentats requerits per donar suport l'exèrcit i armada van contrarestar aquests esforços, i van causar aflicció i disgust general.
La introducció dels agents estrangers als diferents serveis van despertar també el ressentiment de les classes altes, el qual encara va augmentar més quan la flota va ser col·locada sota les ordres de l'almirall britànic Horatio Nelson.

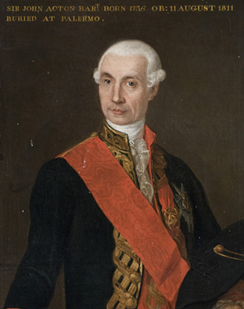
Sir John Acton, Bart. Nascut 1736 mort 11 agost 1811. Enterrat a Palerm.

Després de l'èxit de les armes franceses al del nord d'Itàlia, el desembre 1798, Acton amb el rei i la reina i l'ambaixador anglès van fugir a bord l'un vaixell britànic a Palerm, mentre que els ciutadans i nobles amb l'ajut francès van establir la República Partenopea amb capital a Nàpols.
Quan, cinc mesos després, el rei va ser restaurat amb l'ajuda d'un exèrcit calabrès, va cridar els Sanfedisti, dirigits pel Cardenal Ruffo. Amb l'ajuda de Ruffo i el consentiment de la reina, Acton va establir un regnat de terror, i, a petició d'una autoritat irresponsable anomenada Junta d'Estat, molts ciutadans prominents van ser empresonats o executats.
Dins 1804, Acton, a petició de França, va ser apartat del poder, però, d'acord amb el seu consell, el rei Ferran, mentre acordava una aliança amb Napoleó, permetia a tropes russes i angleses desembarcar a Nàpols. Poc després el ministre va ser cridat de nou, però quan els francesos van entrar a Nàpols el 1806, Acton i la família reial es van refugiar a Sicília. Va morir a Palerm el 12 d'agost de 1811.

## Familiar
Es va casar, per dispensa papal (13 de gener de 1799) amb la seva neboda Mary Anne, la filla gran del seu germà, el general Joseph Edward Acton (1 octubre 1737 – 12 gener 1830), qui estava al servei de Nàpols, i va tenir tres fills:
- Sir Ferdinand Richard Edward Acton (més tard Dalberg-Acton) (1801–1837)
- Cardenal Acton (1803–1847)
- Elizabeth Acton (1806–1850) casada amb Sir Robert Throckmorton, 8è Baronet, i van tenir fills.

El fill gran, Sir Ferdinand, fou el pare del primer baró Acton.